# Cmentarz żydowski w Młynarach
Cmentarz żydowski w Młynarach – kirkut mieści się w Młynarach przy ul. Sanatoryjnej. W czasie II wojny światowej został zdewastowany. Nie ma po nim żadnego materialnego śladu. Obecnie w miejscu cmentarza został założony ogród.